# Широковский район

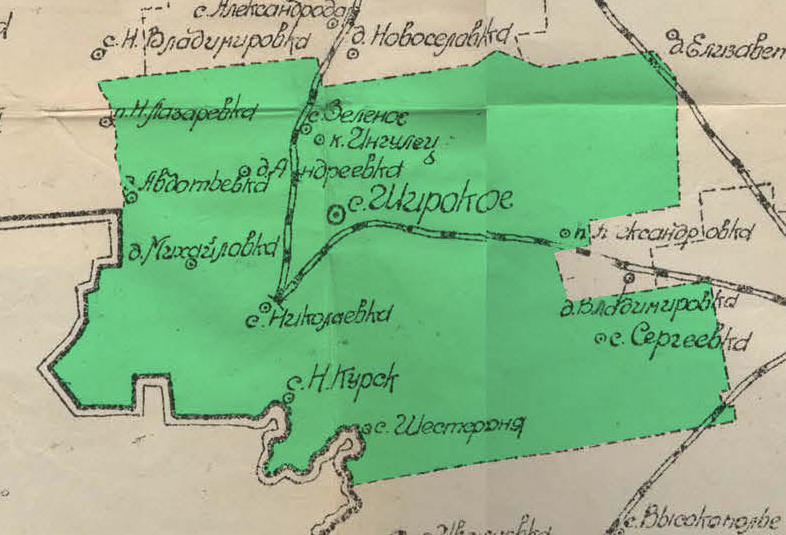
Широковский район в границах 1925 года

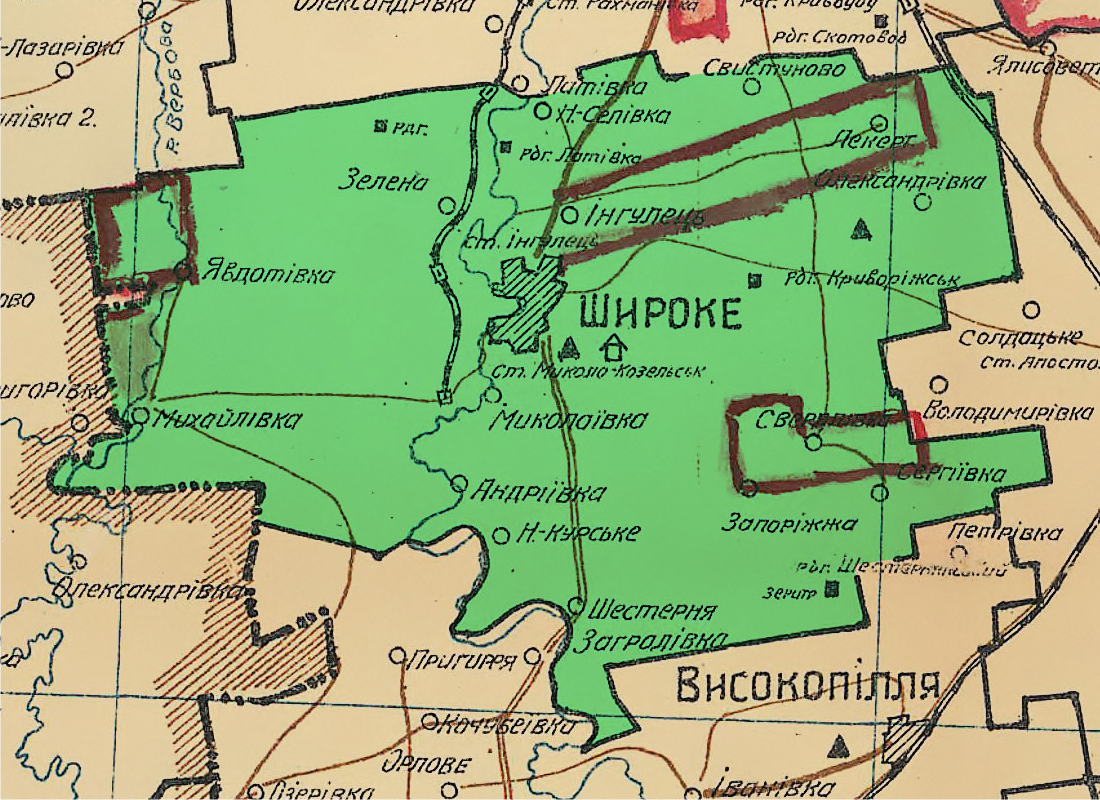
Широковский район в границах 1935 года

Широ́ковский райо́н (укр. Широківський район) — упразднённая административно-территориальная единица на западе Днепропетровской области Украины. Административный центр — посёлок городского типа Широкое.

## История
Район образован 7 марта 1923 года в составе Криворожского округа из территорий Шестернянской, Николаевской 1-й, Широковской и Ингулецкой волостей.
12 ноября 1959 года к Широковскому району была присоединена часть территории упразднённого Криворожского района.

## География
Район расположен на западе Днепропетровской области.
С ним соседствуют
Криворожский,
Апостоловский районы,
Криворожский городской совет Днепропетровской области,
Казанковский район Николаевской области и
Высокопольский район Херсонской области.
Площадь 1214,7 км² (18-е место среди районов области), в том числе 944,5 км² сельскохозяйственные угодья.
На территории района протекают реки Ингулец и Вербовая.

## Демография
По состоянию на 1 апреля 2015 года численность наличного населения района составила 27 455 человек (15-е место среди районов области), в том числе городское население 10 376 человек (37,79 %), сельское — 17 079 человек (62,21 %). Постоянное население — 27 458 жителей, в том числе городское — 10 373 жителя (37,78 %), сельское — 17 085 жителей (62,22 %). За 2014 год в районе родилось 367 человек (13,3 на 1000 чел.), умерло — 580 (21,1 на 1000 чел.), естественная убыль населения составила 213 человек (−7,8 на 1000 чел.). В 2014 году в район приехали на постоянное место жительства 544 человека (198,1 на 10 000 чел.), уехали — 465 человек (169,3 на 10 000 чел.), миграционный прирост положительный: 79 человек (28,8 на 10 000 чел.). За 2014 год население района сократилось на 134 человека, миграционный прирост лишь частично компенсировал естественную убыль на 37,09 %.
Распределение населения по родному языку, по переписи 2001 года:
| Язык        | % от населения |
| ----------- | -------------- |
| Украинский  | 92,47          |
| Русский     | 6,40           |
| Белорусский | 0,58           |
| Молдавский  | 0,11           |
| Армянский   | 0,09           |

| 1939   | 1959   | 1970   | 1979   | 1989   | 2001   | 2003   | 2004   | 2005   | 2006   | 2007   | 2008   | 2009   | 2010   | 2011   | 2012   | 2013   | 2014   | 2015   |
| ------ | ------ | ------ | ------ | ------ | ------ | ------ | ------ | ------ | ------ | ------ | ------ | ------ | ------ | ------ | ------ | ------ | ------ | ------ |
| 46 165 | 73 971 | 39 702 | 37 977 | 35 191 | 31 361 | 30 968 | 30 618 | 30 160 | 29 599 | 29 024 | 28 730 | 28 545 | 28 359 | 28 116 | 27 988 | 27 706 | 27 594 | 27 460 |

## Административное устройство
Район включает:
| - Поселковых советов: 2 - Сельских советов: 7 | - Посёлков городского типа: 2 - Сёл: 66 |

### Местные советы[15]
| - Широковский поселковый совет - Николаевский поселковый совет - Александровский сельский совет - Андреевский сельский совет - Чапаевский сельский совет - Новолатовский сельский совет - Гречаноподовский сельский совет - Новомалиновский сельский совет - Шестернянский сельский совет |

### Населённые пункты[16]
с. Авдотьевка

с. Александрия

с. Александровка

с. Андреевка

с. Анновка

с. Благодатное

с. Весёлая Дача

с. Весёлый Став

с. Вишнёвое

с. Водяное

с. Городоватка

с. Гречаные Поды

с. Григоровка

с. Дачное

с. Демьяновка

с. Запорожье

с. Зелёная Балка

с. Зелёный Гай

с. Зелёный Став

с. Ингулец

с. Казанковка

с. Калиновка

с. Карповка

с. Кошевое

с. Кравцы

с. Красный Под

с. Кряжевое

с. Курганка

с. Латовка

с. Могилёвка

с. Макаровка

с. Малиновка

с. Мирное

с. Миролюбовка

с. Надия

пгт Николаевка

с. Нове Життя

с. Новое

с. Новокурское

с. Новолатовка

с. Новомалиновка

с. Новосёловка

с. Новоукраинка

с. Озёрное

с. Оленовка

с. Отрадное

с. Плугатарь

с. Подовое

с. Подыдар

с. Пологи

с. Полтавка

с. Радевичево

с. Розовка

с. Свистуново

с. Спасское

с. Стародобровольское

с. Степовое

с. Тихий Став

с. Трудолюбовка

с. Цветково

с. Червоное

с. Червоный Ранок

с. Шведово

с. Шестерня

с. Широкая Дача

с. Широкая Долина

пгт Широкое

с. Яблоновка

#### Ликвидированные населённые пункты[17]
| с. Новопетровка |